# 阿爾泰哈薩克復興委員會
阿爾泰哈薩克復興委員會指1943年12月中旬，在蘇聯與外蒙古軍援下由烏斯滿·巴圖爾所組建的反中华民國武裝組織，設立在新疆省青河縣布爾津河上游。
該組織於1944年初攻佔可可托海、青河縣、布魯爾托海縣。1944年3月，阿山起義（中華民國稱阿山叛亂）；6月，聯合達列力汗·蘇古爾巴也夫（承化縣副縣長）等反中國武裝力量，7月再聯合哈薩克族反政府吉木乃游擊隊（由蘇聯伊米爾指揮部所組織，維吾爾族毛拉·伊斯拉姆·伊斯馬伊爾領導），掌控了布爾津以外的阿山區全區，10月成立阿勒泰革命臨時政府。1945年，併入東突厥斯坦共和國，是三區革命中佔領青河縣、吉木乃、可可托海、布魯爾托海縣的重要力量。

## 組織訴求
1. 爭取自由，挽救哈薩克族危機
2. 阿山區組織哈薩克族軍隊
3. 阿山區禁止漢人居住
4. 不許漢人駐軍
5. 釋放被捕之人
6. 阿山區東部各縣由哈薩克族自己管理

## 派駐委員會指導武裝動員的顧問
蘇聯顧問代號「白房子的人」，其中一人為阿爾甫拜·阿里木江（Arupbay Alimjan）
外蒙古顧問代號「藍房子的人」，約6名負責整訓部隊，其中一名為哈山（哈薩克族）。